# Virginie Chénier
Pour les articles homonymes, voir Chénier.
Virginie Chénier, née le 12 septembre 1994 à Montréal, est une archère canadienne spécialisée dans l'arc classique. Elle représente le Canada depuis 2013 et a remporté plusieurs médailles au niveau continental.

## Biographie
Le record personnel de Virginie Chénier lors de la ronde de qualification[Laquelle ?] est de 652. Elle concourt pour la première fois pour le Canada sur la scène internationale en 2013. Elle participe à trois Jeux panaméricains pour le Canada, sa première apparition aux Jeux de 2015, à Toronto. Virginie Chénier participe également aux Jeux panaméricains de 2019 à Lima, au Pérou, puis aux Jeux panaméricains de 2023 à Santiago, au Chili,. Aux championnats du monde de tir à l'arc de 2023, elle a terminé 57e au classement général de l'épreuve individuelle.
Lors de la saison 2024, elle remporte deux médailles aux championnats panaméricains de tir à l'arc de 2024, des médailles de bronze dans les épreuves individuelles et par équipes mixtes,. En juin 2024, elle est nommée dans l'équipe olympique canadienne de 2024,.